# 모셰 카차브
모셰 카차브(히브리어: משה קצב, 페르시아어: موسى قصاب 무사 카사브,‎ 1942년 12월 5일~)는 이스라엘의 정치인이다. 2000년 8월 1일부터 2007년 7월 1일까지 이스라엘의 제8대 대통령을 지냈다. 이슬람권 국가에서 태어난 첫 이스라엘의 대통령이다.
이란 야즈드의 유대인 집안에서 태어났다. 1951년 이스라엘로 이주했다. 리쿠드에 가입하여 정치활동을 했으며, 국회의원으로 재직했다. 2000년 의회 간선 선거에서 이스라엘 노동당의 시몬 페레스 전 총리를 꺾고 7년 임기의 대통령으로 선출되어, 이스라엘 최초의 회교권 출신 대통령이 되었다. 그는 대통령 재직 중 부하 여직원들을 성추행 및 강간했다는 혐의를 받았으며, 이로 인하여 결국 2007년 직무가 정지되었으며, 임기 종료를 2주일 남겨두고 사임하였다. 그의 후임으로는 2000년 선거의 경쟁자로 카디마로 당적을 옮긴 시몬 페레스가 선출되었다.
그 후 검찰의 조사가 이루어졌으나, 그에 대한 기소가 늦춰지다가 2009년 3월 결국 피소되었다. 2010년 12월, 성범죄자로 유죄 판결되었으며, 2011년 3월 강간 혐의로 7년형을 선고 받았다.

## 역대 선거 결과
| 선거명      | 직책명            | 대수 | 정당   | 득표율 | 득표수 | 결과 | 당락 |
| ----------- | ----------------- | ---- | ------ | ------ | ------ | ---- | ---- |
| 2000년 선거 | 이스라엘의 대통령 | 8대  | 리쿠드 | 52.50% | 60표   | 1위  |      |

## 같이 보기
- 야즈드